# Liste der Fernstraßen in Ruanda
Diese Liste zeigt die Straßen in Ruanda auf.

## Straßen
| Name | Verlauf                                                      | Länge  |
| ---- | ------------------------------------------------------------ | ------ |
| 1    | Kigali – Gatuna – Grenze nach Uganda                         | 81 km  |
| 2    | Kigali – Kayonza                                             | 76 km  |
| 2a   | Kayonza – Kagitumba – Grenze nach Uganda                     | 120 km |
| 2b   | Kayonza – Rusumo – Grenze nach Tansania                      | 90 km  |
| 3    | Kigali – Kigembe – Grenze nach Burundi                       | 160 km |
| 3a   | Gitarama – Kibuye                                            | 71 km  |
| 3b   | Butare – Cyangugu – Grenze nach Demokratische Republik Kongo | 120 km |
| 4    | Kigali – Gisenyi – Grenze nach Demokratische Republik Kongo  | 150 km |
| 4a   | Ruhengeri – Cyanika – Grenze nach Uganda                     | 26 km  |